# Virú-Kultur

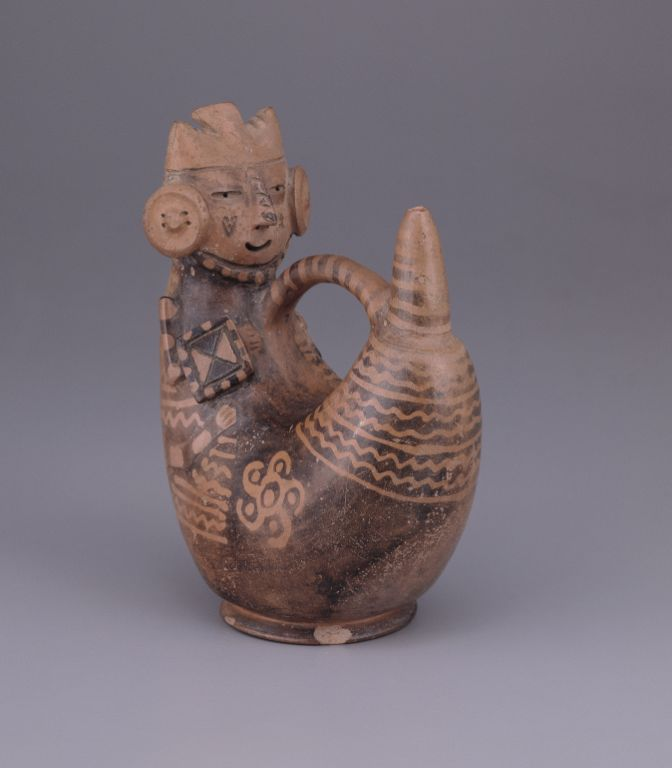
Virú-Kultur, Töpferei

Die Virú-Kultur, auch Gallinazo genannt, entwickelte sich an der Küste Nordperus, zwischen 200 v. Chr. und 300 n. Chr. zuerst am Río Virú, bevor sie sich später über das Río-Santa-Tal und Río-Chicama-Tal ausbreitete.
Im 3. Jahrhundert unterlag die Virú-Kultur immer mehr dem Einfluss der Mochicas-Kultur, die sich weiter nördlich befand, bis sie endlich erlosch und ihr den Platz überließ.